# Hokus Pokus Alfons Åberg (film)
Hokus Pokus Alfons Åberg er en animeret spillefilm fra 2013 instrueret af den norsk-canadiske animationsfilmsskaber Torill Kove.

## Svenske stemmer
- Markus Engdahl − Alfons Åberg/Mållgan
- Gustaf Hammarsten − Pappa Åberg
- Per Eggers − Trollkarl
- Gunilla Röör − Trollkarl Fru Singoalla
- Sofia Wendt − Milla
- Adrian Bratt − Viktor

## Danske stemmer
I den danske version har følgende skuespillere lagt stemmer til filmens figurer:
- Alfred Larsen
- Lasse Guldberg Kamper
- Asta Norup
- Nikolai Aamand
- Pablo Skovby
- Sigrid Risbjerg
- Lars Brygmann
- Stig Hoffmeyer
- Ulla Henningsen